# Lijst van rijksmonumenten in Kapelle (plaats)
De plaats Kapelle telt 8 inschrijvingen in het rijksmonumentenregister. Hieronder een overzicht.
| Object                                                                       | Oorspronkelijke functie? | Bouwjaar               | Architect                  | Locatie              | Coördinaten?                  | Nr.?   | Afbeelding                                                     |
| ---------------------------------------------------------------------------- | ------------------------ | ---------------------- | -------------------------- | -------------------- | ----------------------------- | ------ | -------------------------------------------------------------- |
| Hervormde kerk                                                               | Kerk en kerkonderdeel    | ca. 1300               |                            | Kerkplein 4          | 51° 29' 11" NB, 3° 57' 29" OL | 23482  | Meer afbeeldingen                                              |
| Toren van de Hervormde kerk                                                  | Kerk en kerkonderdeel    | laatste helft 14e eeuw |                            | Kerkplein bij 4      | 51° 29' 11" NB, 3° 57' 28" OL | 23483  | Toren van de Hervormde kerk                                    |
| Dorpspompen                                                                  | Straatmeubilair          | 1870                   |                            | Kerkplein bij 4      | 51° 29' 11" NB, 3° 57' 26" OL | 23484  | Meer afbeeldingen                                              |
| De Nijverheid                                                                | Industrie                | 1871                   |                            | Ooststraat 47        | 51° 29' 20" NB, 3° 57' 40" OL | 23485  | Meer afbeeldingen                                              |
| Terrein waarin overblijfselen van het slot Smallegange                       | Archeologisch monument   | Middeleeuwen           |                            | Abbekinderen         | 51° 29' 2" NB, 3° 55' 22" OL  | 45702  | Upload foto                                                    |
| Terrein waarin aanleg en overblijfselen van het slot Maelstede               | Archeologisch monument   | Middeleeuwen           |                            | Maelstede            | 51° 29' 21" NB, 3° 57' 47" OL | 45703  | Terrein waarin aanleg en overblijfselen van het slot Maelstede |
| Vliedberg (kasteelberg) met aangrenzend kerkterrein, tevens oudste dorpskern | Archeologisch monument   | ca. 11e eeuw           |                            |                      | 51° 30' 58" NB, 3° 59' 9" OL  | 46232  | Upload foto                                                    |
| Vrijstaande villa met praktijk/kantoor, gebouwd als notariswoning            | Werk-woonhuis            | 1910                   | C.A. en/of A.L.J. Goethals | Biezelingsestraat 34 | 51° 29' 5" NB, 3° 57' 32" OL  | 508053 | Meer afbeeldingen                                              |